# Hepu
Hepu va ser un oficial egipci de la dinastia XVIII. Va servir durant el regnat de Tuthmosis IV.
La dona d'Hepu es deia Rennai. A la seva tomba s'hi mostra un fill que s'ofereix a Hepu i Rennai.
Hepu va ser enterrat a la tomba TT66 de Xeikh Abd al-Qurna, a Tebes. La sala conté diverses escenes. Hi ha també un text de la proclamació d'Hepu com a djati abans de la pujada al tro de Tuthmosis IV. Una altra escena representa el taller reial amb una estàtua del rei presentant un pilar Djed.